# Мария Беатрис Савойска
Вижте пояснителната страница за други личности с името Беатрис Савойска.
Мария Беатрис Савойска, с рождено име Мария Беатрис Виктория Жозефина Савойска (на италиански: Maria Beatrice Vittoria Giuseppina di Savoia; * 6 декември 1792, Торино, Кралство Сардиния; † 15 септември 1840, Кастело дел Катайо, Баталя Терме) е принцеса от Савойската династия и чрез брак херцогиня на Модена и Реджо от 1814 г. до смъртта си.

## Произход
Тя е първородната дъщеря на Виктор Емануил I Савойски (* 1759, † 1824), крал на Пиемонт и Сардиния, и ерцхерцогиня Мария Тереза Австрийска-Есте (* 1773, † 1832). Нейни дядо и баба по бащина линия са император Франц I Стефан и Мария Терезия, а по майчина – Фердинанд Карл Австрийски-Есте и Мария Беатриче д’Есте, принцеса на Модена и Реджо. Има един брат и пет сестри:
- Мария Аделаида (* 1794, † 1795)
- Карл Емануил (* 1794, † 1799)
- Сестра (* 1800, † 1801)
- Мария Тереза (* 1809, † 1879), херцогиня на Лука, херцогиня на Парма и Пиаченца като съпруга на Карл II
- Мария Анна (* 1803, † 1884), императрица на Австрия, кралица на Бохемия и кралица на Унгария като съпруга на Фердинанд I
- Мария Кристина (* 1812, † 1836), кралица на Двете Сицилии като съпруга на Фердинанд II.

Тя е потомка на Стюартите. Затова след смъртта на баща ѝ (1824) якобитите я смятат за наследница на британския трон като Мери II, кралица на Англия, Шотландия, Ирландия и Франция (10 януари 1824 – 15 септември 1840).

## Биография
Мария Беатрис се омъжва на 20 юни 1812 г., с разрешение на папа Пий VII, за вуйчо си Франц IV Австрийски-Есте (1779 – 1846), ерцхерцог на Австрия, от 14 юли 1814 г. херцог на Модена и Реджо. Тя се съгласява на брака неохотно. Бракът е планиран в съответствие с династическите цели на нейния съпруг, според които Савойците не следват Салическия закон и следователно Мария Беатрис може да се стреми към трона на Сардиния. Сватбата е отпразнувана в катедралата на Каляри – градът, в който кралското семейство се мести след загубата на континенталните територии на Кралство Сардиния, окупирани от Наполеон.
Множество информация за ежедневието на двамата съпрузи може да се прочете в дневника на Франц IV: двойката не отива на меден месец месеци наред, за да бъде близо до кралицата, очакваща последната си дъщеря Мария Кристина, бъдещата „Света кралица“ на Двете Сицилии, и че Франц никога не прекарва много дни далеч от младата си съпруга, с която ходи на театър, бални танци и на която често дава уроци по езда. Понякога в дневника си той пише, че е ходил с Беатрис по крепостните стените на Каляри, завършвайки с изречения като: „Вечерта бе прекрасна“.
През юли 1813 г. Беатрис и Франц, придружени от малка свита, напускат Сардиния завинаги, за да отидат и временно да живеят в Австрия до заминаването на Наполеон за остров Елба. Нейният съпруг става херцог на Модена, Реджо и Мирандола на 14 юни 1814 г.
47-годишната Мария Беатрис умира на 15 септември 1840 г. от сърдечна недостатъчност в замъка „Катайо“ в Баталя Терме. Погребана е в църквата „Сан Винченцо“ в Модена.

## Династични права над английския трон
Като най-голяма дъщеря на Виктор Емануил I и следователно племенница на Карл Емануил IV, който умира без потомство, Мария Беатрис наследява правата, оставени на чичо ѝ от кардинал на Йорк Хенри Бенедикт Стюарт, последният от католическите Стюарти, и следователно формално тя е легитимен суверен на Шотландия и Англия за британските католици. След това гореспоменатите права са предадени на нейния син, ерцхерцог Франц V Хабсбург-Есте – последният управляващ херцог на Херцогство Модена и Реджо, който след това ги прехвърля на своите потомци.

## Брак и потомство
∞ 20 юни 1812 г. за вуйчо си Франц IV Австрийски-Есте (* 6 октомври 1779, Милано; † 21 януари 1846, Модена), ерцхерцог на Австрия, от 1814 до 1846 г. херцог на Модена и Реджо, ерцхерцог на Австрия, от 14 юли 1814 г. херцог на Модена и Реджо, от когото има двама сина и две дъщери:
- Мария Тереза Беатриса Гаетана Австрийска-Есте (* 14 юли 1817, Модена; † 25 март 1886, Гориция), ∞ 7 ноември 1846 в Модена за Анри д'Артоа (* 1820, † 1883), граф на Шамбор, последният мъж от френските Бурбони, от когото няма деца
- Франц V Фердинанд Геминиан Австрийски-Есте (* 1 юни 1819, Модена; † 20 ноември 1875, Виена), последният херцог на Модена и Реджо; ∞ 30 март 1842 за принцеса Аделгунда Баварска (* 19 март 1823, † 28 октомври 1941, Мюнхен), от която има една дъщеря
- Фердинанд Карл Виктор Австрийски-Есте (* 20 юли 1821, Модена; † 15 декември 1849, Бърно), ерцхерцог на Австрия, принц на Модена и Реджо; ∞ 4 декември 1846 в Замъка „Шьонбрун“ във Виена за Елизабет Франциска Мария Хабсбург-Лотарингска (* 17 януари 1831, Буда; † 14 февруари 1903, Виена), от която има една дъщеря
- Мария Беатрис Австрийска Есте (* 13 февруари 1824, Модена; † 18 март 1906, Грац), ерцхерцогиня и принцеса на Австрия, принцеса на Унгария, Бохемия, Модена и Реджо, ∞ 6 февруари 1847 в Модена за инфант Хуан Карлос де Бурбон-Испански (* 1822 † 1887), граф на Монтисон, от когото има двама сина.

- Франц IV,
 съпруг
- Мария Тереза,
 дъщеря
- Франц V,
 син
- Фердинанд Карл Виктор,
 син
- Мария Беатрис,
 дъщеря